# بيرتراند لاكوايت
بيرتراند لاكوايت (13 أبريل 1977 بفيشي في فرنسا - ) (بالفرنسية: Bertrand Laquait)‏ هو لاعب كرة قدم فرنسي في مركز حراسة المرمى. شارك مع منتخب فرنسا تحت 20 سنة لكرة القدم ومنتخب فرنسا تحت 21 سنة لكرة القدم. أما مع النوادي، فقد لعب مع ريكرياتيفو ونادي إيفيان ونادي رويال شارلروا ونادي فالينسيان ونادي نانسي.

## وصلات خارجية
- بيرتراند لاكوايت على موقع رابطة كرة القدم الفرنسية للمحترفين (الإنجليزية)
- بيرتراند لاكوايت على موقع قاعدة بيانات كرة القدم.إي يو (الإنجليزية)
- بيرتراند لاكوايت على موقع ليكيب (الفرنسية)
- بيرتراند لاكوايت على موقع Soccerway.com (الإنجليزية)
- بيرتراند لاكوايت على موقع AS.com (الإسبانية)